# Seminari Menor de Girona
Seminari Menor de Girona és un edifici del municipi de Girona que forma part de l'Inventari del Patrimoni Arquitectònic de Catalunya.

## Descripció
És un edifici al voltant de dos patis, els mateixos que el Seminari Major de Girona, i que el cos al mig dels patis uneix amb el Seminari Major, ara independitzats per la nova funció. La façana està formada per dos cossos, d'igual composició, però un més alt que l'altre (un de planta baixa i tres pisos i l'altre només de dos). El punt d'unió d'ambdós crea la porta de punt rodó amb escut d'en Florencio Lorente (bisbe, 1847-1862). La façana segueix una composició seriada de finestres unificades, de dos en dos, amb pilar rectangular al mig. Pel costat de les escales de la Pda. de Sant Domènec, on l'edifici guanya un fort desnivell, apareixen dues finestres biforades d'arquets de punt rodó.
Es construí en època del bisbe Florenci Lorente. Fou seu del Seminari Menor i ara ho és de la Facultat d'Educació i Psicologia de la Universitat de Girona.